# Landschaftsschutzgebiet Papenquellbachtal
Das Landschaftsschutzgebiet Papenquellbachtal mit 10,8 ha Flächengröße liegt an der westlichen Stadtgrenze von Barntrup. Es wurde 2006 mit dem Landschaftsplan Oberes Begatal durch den Kreistag des Kreises Lippe als Landschaftsschutzgebiet (LSG) ausgewiesen.

## Beschreibung
Im Nordwesten bildet die L 758 die Grenze. Im Stadtgebiet von Blomberg fließt der Papenquellbach westlich ebenfalls in einem Landschaftsschutzgebiet. Das LSG umfasst das durch Ufergehölze und Hecken strukturierte Papenquellbachtal im Stadtgebiet von Barntrup. Der Papenquellbach ist im LSG etwa 1 m breit. Der Bach wird meist von Ufergehölzen und Uferhochstauden begleitet. Im östlichen Abschnitt liegen in einer Brachfläche mehrere naturnahe Kleingewässer mit Wasserlinsendecken. Weiter unterhalb wurde der Bach von Menschenhand an den Talrand verlegt.
Zum Schutzgebiet führt der Landschaftsplan aus: „Die naturnahe Bachaue besitzt als Vernetzungsbiotop in intensiv ackerbaulich genutztem Umfeld eine große Bedeutung. Sie ist insbesondere wertvoll für Libellen, für Höhlenbrüter sowie für Hecken- und Gebüschbrüter. Im Bereich des Stillgewässers finden sich Pflanzen der Roten Liste NRW.“

## Schutzzwecke für das LSG
Laut Landschaftsplan erfolgte die Ausweisung des LSG
- „zur Erhaltung und Wiederherstellung der Leistungsfähigkeit des Naturhaushaltes in ökologisch besonders wertvoll strukturierten Bereichen mit Wasser-, Klima- und Biotopschutzfunktionen,“
- „zur Erhaltung und Wiederherstellung von Quellbereichen und naturnahen Fließgewässern, Wald- und Grünlandbereichen unterschiedlicher Feuchtestufen, Feldgehölzen, Hecken und Obstwiesen,“
- „zur Erhaltung morphologisch ausgeprägter Bereiche zur Sicherung der landschaftlichen Eigenart und Vielfalt für die Erholung, “
- „zur Erhaltung wertvoller Biotopkomplexe aus Wald-Grünlandbereichen, Fließgewässern und Quellen sowie Biotopen nach § 62 LG mit wichtigen Refugial-, Puffer-, Trittstein- und Vernetzungsfunktionen,“
- „zur Erhaltung und Wiederherstellung wichtiger Rückzugsräume für die bedrohte Tier- und Pflanzenwelt,“
- „zur Sicherung von kulturhistorisch bedeutsamen Landschaften, z. B. Terrassenkulturlandschaften,“
- „zur Sicherung der das Orts- und Landschaftsbild gliedernden und belebenden und die dörflichen Siedlungsstrukturen prägenden Freiraumelemente.“[1]

## Rechtliche Vorschriften
Im Landschaftsschutzgebiet ist unter anderem das Errichten von Bauten und das Anlegen von Fischteichen verboten.